# Chiesa di San Martino Vescovo (Morgano)
La chiesa di San Martino Vescovo è la parrocchiale di Morgano, in provincia e diocesi di Treviso; fa parte del vicariato di Paese.

## Storia
Già filiale della pieve di Istrana, la chiesa originaria si trovava a una dozzina di metri dall'attuale. Di impianto cinquecentesco, aveva subito vari rifacimenti e l'ultima consacrazione - come testimoniato da una lapide ricollocata nella nuova parrocchiale - è del 1779.
La chiesa odierna fu realizzata a partire dal 1858 su iniziativa del parroco don Giovanni Battista Trentin e progetto dell'architetto Giuseppe Segusini. La costruzione fu molto travagliata, a causa sia delle spese ingenti, sia della natura paludosa del terreno, che costrinse a realizzare delle adeguate fondamenta costituite da quattrocento tronchi di legno forte. Tra il 1876 e il 1887 il cantiere fu addirittura sospeso e l'edificio fu inaugurato solo nel 1894, a lavori non ancora ultimati. Il 29 settembre 1900 fu consacrata dal vescovo di Treviso Giuseppe Apollonio, ma tutt'oggi l'opera resta in parte incompiuta.

## Descrizione
In stile neorinascimentale, è costituita da un corpo cubico a croce greca sormontato da una cupola, cui sono aggiunti il presbiterio absidato e l'atrio che precede l'ingresso.
La facciata esterna, in mattoni faccia a vista, è tripartita con il settore centrale leggermente aggettante su cui si apre l'ingresso dell'atrio, a forma di arco trionfale. I settori laterali sono decorati con specchiature e vi si aprono finestre centinate al piano terra e oculi ciechi al primo piano. La facciata interna presenta un impalcato classico con colonne di ordine composito che sorreggono una ricca trabeazione. Sopra l'ingresso, di poco arretrato rispetto al resto della facciata, si apre una finestra termale.

## Galleria d'immagini

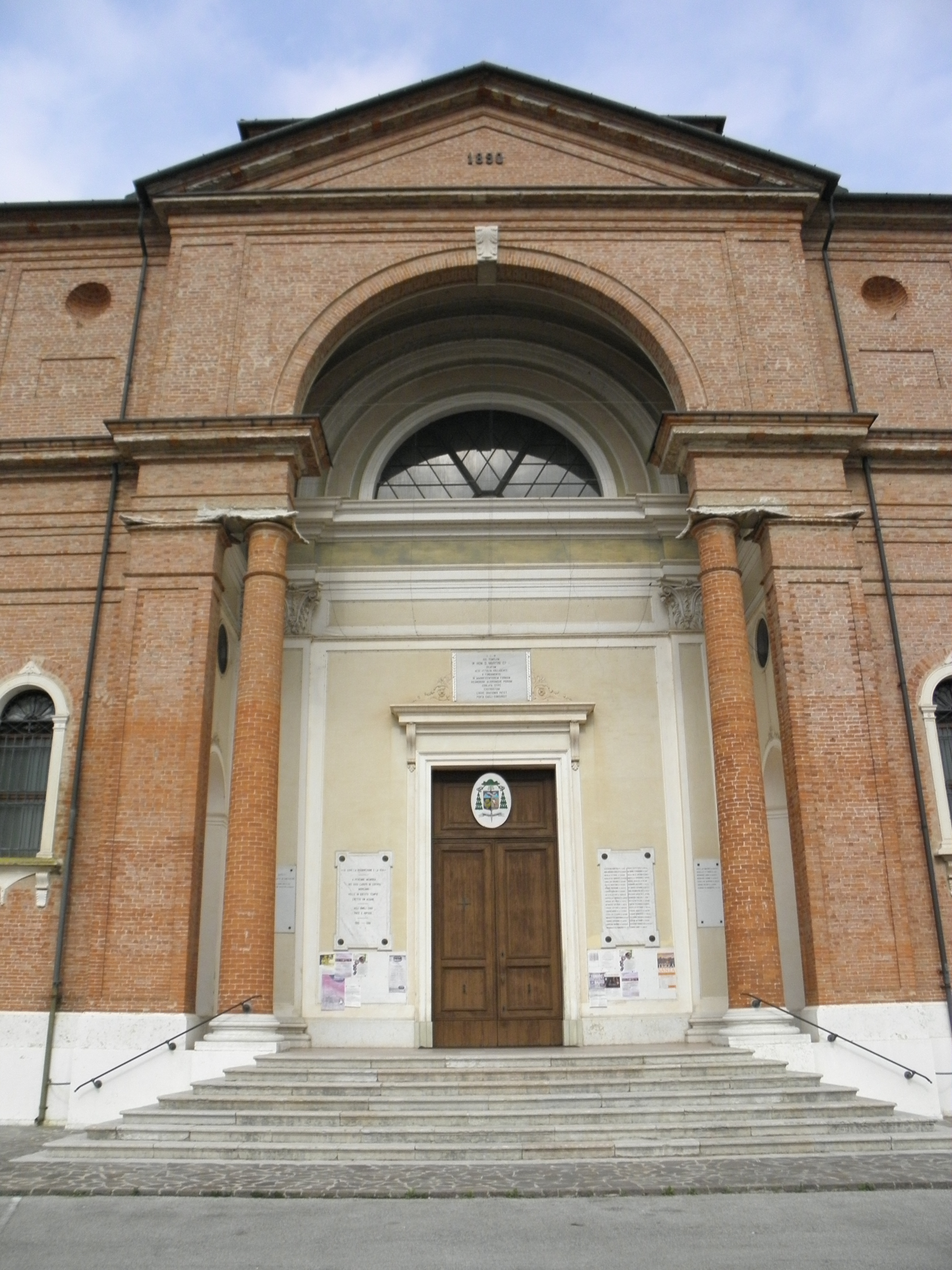
Particolare della facciata
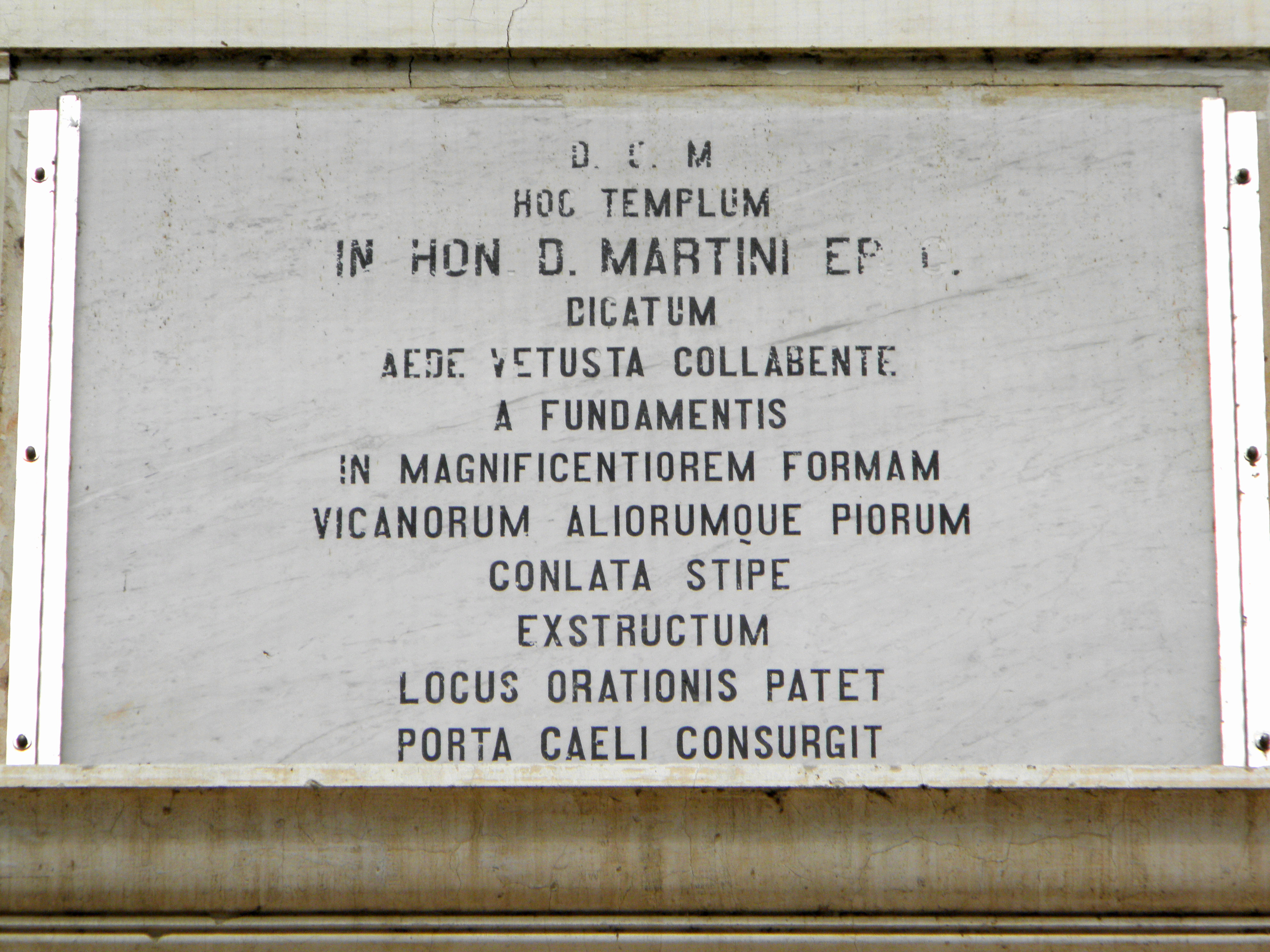
Targa commemorativa della chiesa
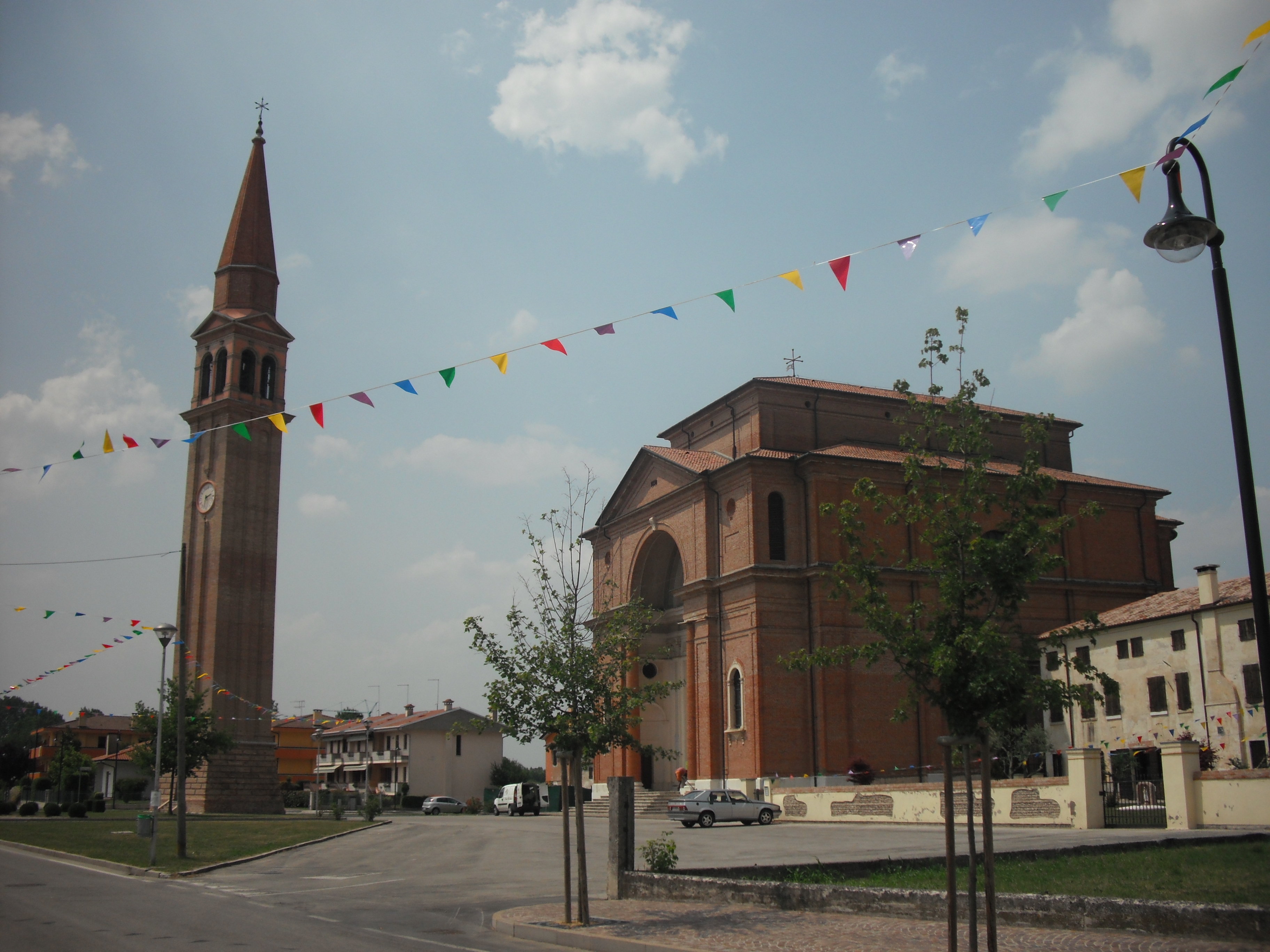
Chiesa e campanile
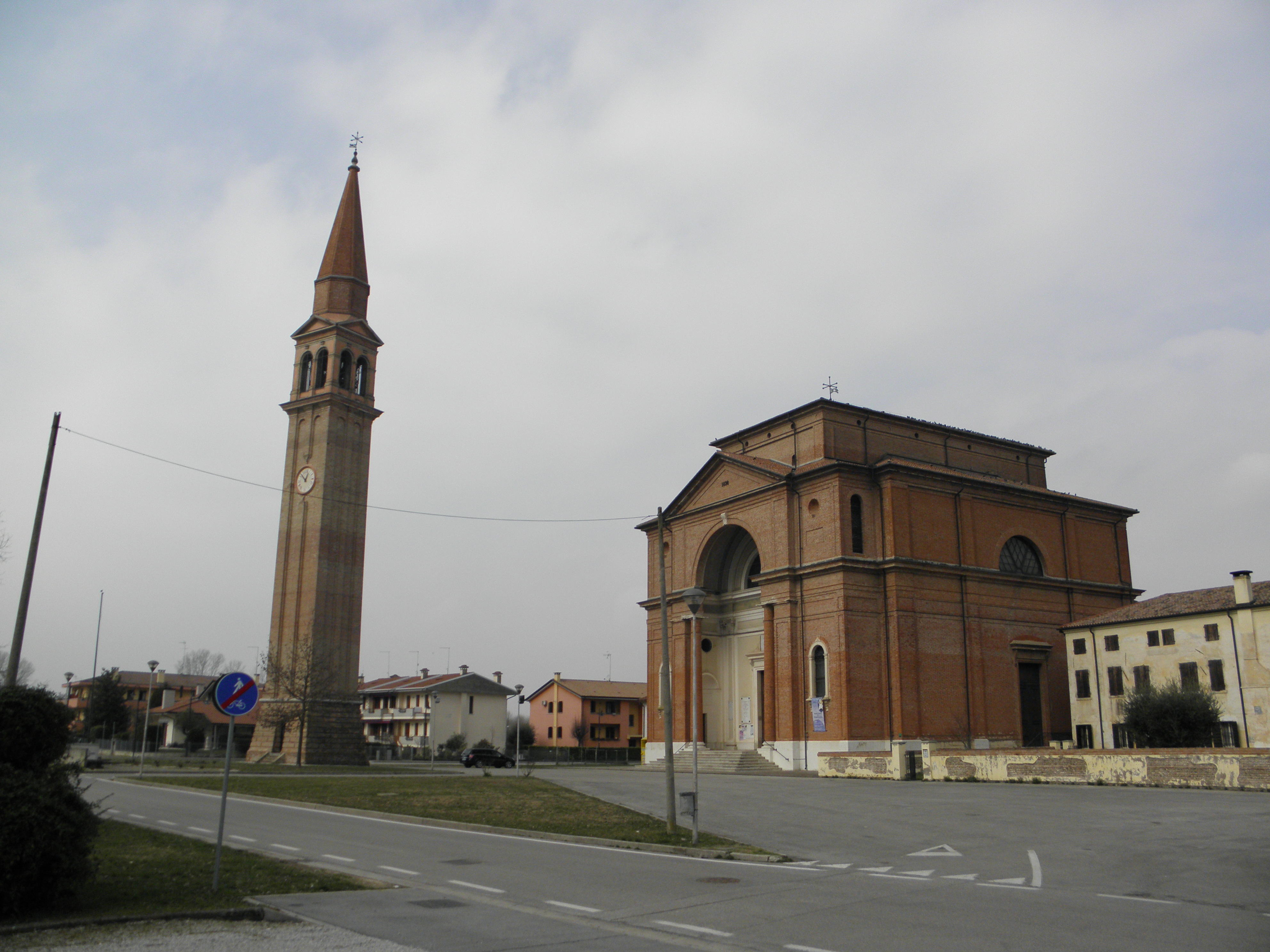
La parrocchiale con, vicino, il campanile